# Columbo: Mord im Bistro
Mord im Bistro (Originaltitel: Fade in to Murder) ist eine erstmals im Rahmen der NBC-Sunday-Mystery-Movie-Serie gesendete Episode der Kriminalfilm-Reihe Columbo aus dem Jahr 1976. Die deutschsprachige Erstausstrahlung der ersten Folge der sechsten Staffel folgte erst 1992 auf RTL plus. Der kanadische Schauspieler William Shatner verkörpert als Ward Fowler, Hauptdarsteller einer Kriminalfilmserie, den Gegenspieler von Inspektor Columbo, dargestellt von Peter Falk.

## Handlung

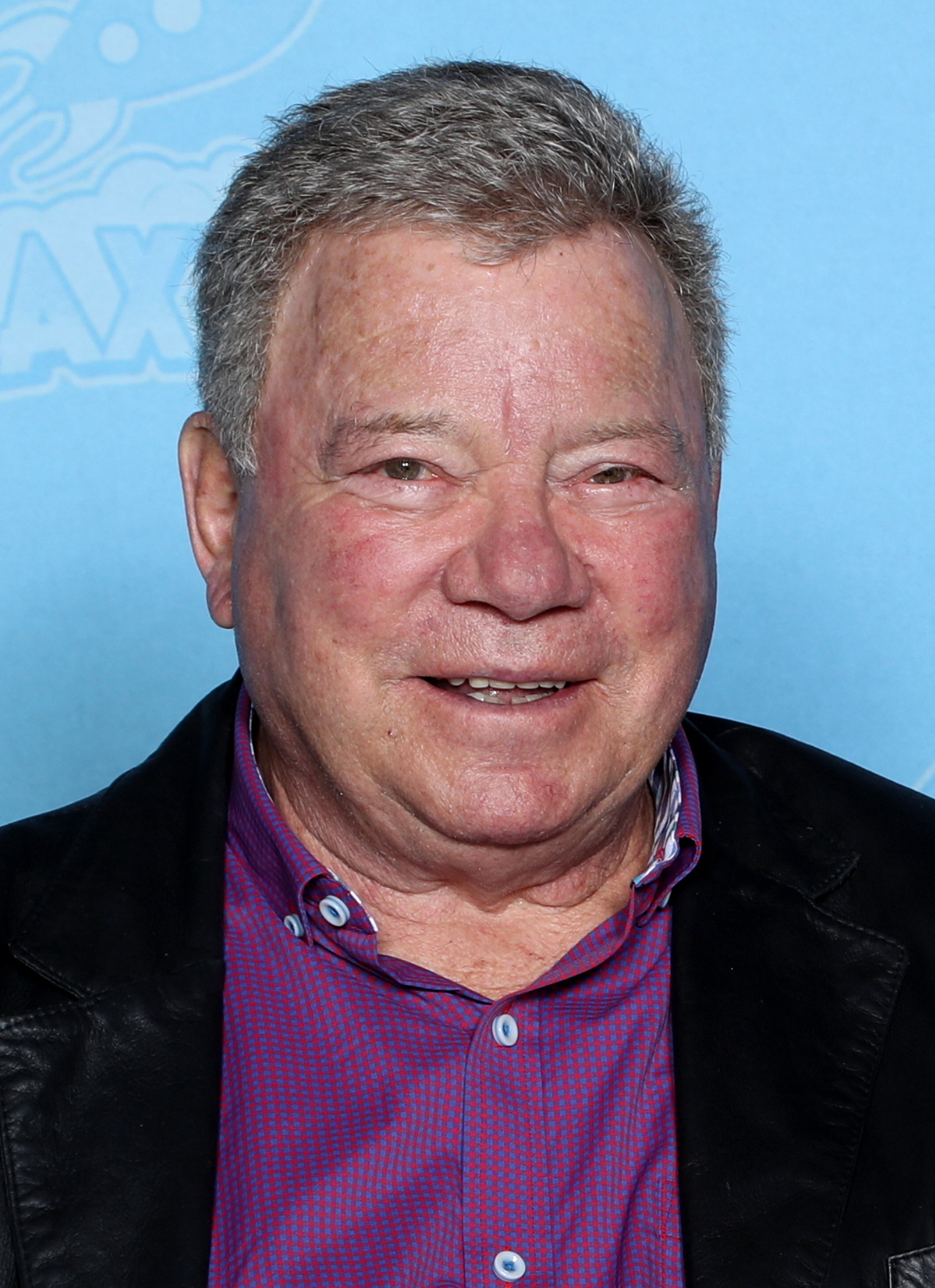
William Shatner spielte als Seriendetektiv Ward Fowler den Mörder

Ward Fowler verkörpert den Kriminalkommissar Inspektor Lucerne in der gleichnamigen beliebten Fernsehserie. Als er wieder einmal eine Gagenerhöhung fordert, sind sich das Produzentenpaar Sid und Claire Daley anfangs uneinig, stimmen aber aufgrund der Bedeutung des Hauptdarstellers für den Erfolg der Serie zu. Claire hatte früher eine Affäre mit Fowler und förderte seinen Aufstieg zum gefeierten und wohlhabenden Star. Sie kennt allerdings auch seine dunkle Vergangenheit als Deserteur im Koreakrieg und erpresst ihn. Um seine Karriere nicht zu ruinieren, überlässt er ihr seit Jahren die Hälfte seiner Einkünfte. Zufällig wird Fowler Ohrenzeuge eines Gespräches, in dem Claire ankündigt, am späten Abend ihren bevorzugten Feinkostladen aufzusuchen. Auf dem Weg nach Hause entwendet er Kostüme aus dem Fundus sowie eine Waffe aus der Requisitenabteilung des Filmstudios. Um sich ein Alibi zu verschaffen, lädt er für den Tatabend seinen Assistenten und Freund Mark Davis zu sich nach Hause ein. Während beide ein Baseballspiel im Fernsehen verfolgen, betäubt Fowler seinen Gast mit einem präparierten Drink. Anschließend zeichnet er die Sportsendung mit einem Videorekorder auf und verlässt das Haus. Mit einer Skimaske und Daunenjacke verkleidet, wartet er vor dem Geschäft auf Claire und folgt ihr. Nachdem er den Ladenbesitzer Tony niedergeschlagen hat, gibt er sich zu erkennen und erschießt die zum Ausgang eilende ehemalige Geliebte. Auf der Heimfahrt entsorgt Fowler die Kleidung in einer Mülltonne und versteckt die Tatwaffe in seinem Vorgarten. Im Wohnzimmer dreht er die Uhren zurück, startet die Videoaufnahme des bereits beendeten Spieles und weckt Davis auf. Dieser glaubt, nur für einen kurzen Augenblick weggenickt zu sein, ist aber immer noch benommen und schläft im Gästezimmer erneut ein. Dort stellt Fowler auf dessen Armbanduhr wieder die aktuelle Uhrzeit ein.
Am Tatort geht die Polizei zunächst von einem Raubüberfall aus. Columbo stören jedoch Details, die ebenso gut auf Vorsatz hindeuten. Aufgrund des tief liegenden Einschussloches in Claires Kleid müssen ihre Hände bei der Flucht aus dem Laden erhoben gewesen sein. Außerdem lässt der präzise Schuss ins Herz auf einen geübten Schützen schließen. Für weitere Nachforschungen sucht der Inspektor das Filmstudio auf. Bei der Befragung lässt Fowler sein Alibi beiläufig vom ebenfalls anwesenden Davis bestätigen. Mittlerweile ist Fowler mit seiner Rolle derart verwachsen, dass er zunehmend die Sichtweise von Inspektor Lucerne einnimmt und mit Columbo um detektivischen Spürsinn wetteifert. Im Zuge seiner Verwandlung liefert er eine Erklärung, warum der vermeintliche Räuber einige wertvolle Gegenstände zurückließ. Am Rande erzählt Davis dem Inspektor von der Angewohnheit, seine teure Armbanduhr um fünf Minuten vorzustellen. Nun zeige sie merkwürdigerweise die korrekte Uhrzeit an. Als Sid Daley am Set eintrifft, trennt Fowler während der Begrüßung unbemerkt einen Faden von dessen Pullover ab. Bei dem darauffolgenden Gespräch mit dem Inspektor behauptet Sid, in der Nacht mit seinem Anwalt mehrere Schachpartien gespielt zu haben. Er gibt auch einen Einblick in seine gescheiterte Beziehung zu Claire. Geschäftlich sei seine von ihm getrennt lebende Frau dominant aufgetreten und habe sich regelmäßig auf die Seite von Fowler geschlagen.
Fowler bringt die Mordwaffe in die Requisitenabteilung des Studios zurück und befestigt den abgerissenen Faden am Abzug. Derweil entdeckt die Polizei die Verkleidung des Täters. Auf der Innenseite der Maske befindliche Make-up-Spuren erweisen sich als Reste von Theaterschminke. Darüber hinaus haben die in Fowlers Umkleideraum stehenden Schuhe hohe Absätze. Columbo erinnert sich an die Zeugenaussage des Ladenbesitzers Tony, der Mörder sei nicht sehr groß gewesen. Bei der Durchsuchung des Studios stellt sich heraus, dass die sichergestellte Kleidung aus dem Fundus stammt. Auch die Tatwaffe wird gefunden und zur Untersuchung in das Labor gebracht. In seiner Persönlichkeit gespalten und häufig von sich in der dritten Person sprechend, bezeichnet sich Fowler in der Detektivrolle nun selbst als Hauptverdächtigen. Columbo begibt sich nochmals zu Sid Daley, um sein zweifelhaftes Alibi zu hinterfragen. Entgegen seiner ersten Aussage hat Sid die Nacht mit seiner Sekretärin Molly verbracht. Der Inspektor erfährt zudem von einem großen Vermögen, das Claire hinterlassen hat, darunter Schuldscheine im Wert von 500.000 US-Dollar auf Fowlers Namen. Die Polizei konnte unterdessen den Faden einem Pullover aus Sids Garderobe zuordnen. Columbo hat einen begründeten Verdacht, allerdings noch keine stichhaltigen Beweise. Er konfrontiert Fowler in seinem Haus mit den vorliegenden Indizien und der Theorie, das Heimvideosystem müsse zum Vortäuschen falscher Tatsachen benutzt worden sein. Schließlich präsentiert er die Mordwaffe und bestätigt, dass sie äußerlich zwar gereinigt wurde. Auf den Platzpatronen, die Fowler zwischenzeitlich durch echte ersetzen und später wieder einsetzen musste, befinden sich jedoch Fingerabdrücke. Fowler ärgert sich über seinen Fehler und gesteht daraufhin die Tat.

## Besetzung und Synchronisation
Die deutschsprachige Synchronfassung entstand im Jahr 1992 bei der Alster Studios Synchron unter der Dialogregie von Peter Kirchberger. Eberhard Storeck schrieb das Dialogbuch.
| Figur              | Darsteller      | Deutscher Sprecher |
| ------------------ | --------------- | ------------------ |
| Lieutenant Columbo | Peter Falk      | Claus Biederstaedt |
| Gaststars          |                 |                    |
| Ward Fowler        | William Shatner | Peter Kirchberger  |
| Mark Davis         | Bert Remsen     | Lothar Grützner    |
| Sid Daley          | Alan Manson     | Günter König       |
| Claire Daley       | Lola Albright   | Monika Barth       |
| Weitere Darsteller |                 |                    |
| Regisseur          | Danny Dayton    | Horst Stark        |
| Tony               | Timothy Carey   | Ben Hecker         |
| Sergeant Johnson   | Walter Koenig   |                    |
| Regieassistent     | John Finnegan   |                    |
| Conroy             | Victor Izay     |                    |
| Molly              | Shera Danese    |                    |
| Kameramann         | Jimmy Joyce     |                    |
| Walter Gray        | Frank Baxter    |                    |
| Joseph             | Fred Draper     |                    |

## Rezeption
Die Fernsehzeitschrift TV Spielfilm vergab eine neutrale Wertung (Daumen mittig): „Detektiv-Duell mit müder Routine.“
Der Autor Michael Striss wertete mit einem von vier Sternen (mangelhaft). Er verwies zwar auf die gute Ausgangsidee im Skript, kritisierte aber die blasse Darbietung der prominenten Gastschauspieler: „Die Idee ist gut: Der Fernsehdetektiv tritt gegen einen Fernsehdetektiv an. Fowler ist wie Falk »Emmy«-Preisträger. Umso mehr aber hätte man aus dieser Konstellation machen können. Kultmotive sind spärlich gesät, aber auch der Kriminalfall ist wenig spannend. Der Täter benimmt sich durch seine schizophrene Masche oft recht albern und kann als ernstzunehmender Gegner nicht überzeugen. William »Kirk« Shatner ist fehlbesetzt, da er kaum einen wirklichen Schurken darzustellen vermag. Er bleibt aber ebenso in seinem Bemühen blass, dem Mörder sympathische Züge zu verleihen. […] Von seiner Enterprise-Crew hat Shatner Walter Koenig alias Pavel Chekov mitgebracht. Dessen Statisten-Auftritt als Sgt. Johnson macht aber deutlich, dass er auf der Kommandobrücke eher benötigt wurde als im Police Department.“
Der Autor Mark Dawidziak führte aus: „Bernard Kowalski, der bei seiner vierten und letzten Columbo-Episode Regie führt, findet immer wieder naturgegebene und kosteneffektive Filmsets im Hinterhof des Studios. […] Und wenn Kowalski in Klatsch kann tödlich sein noch einen Schritt weiter ging, indem er das Studio nutzte, haben die Autoren Lou Shaw und Peter Feibleman den Insider-Humor auf ein neues Niveau gebracht. […] Sie amüsieren sich riesig über Falks Ruf, aber irgendwie tut es der Illusion keinen Abbruch. Obwohl Mord im Bistro der Wahrheit erschreckend nahekommt, glauben wir immer noch, dass Columbo real und Lieutenant Lucerne fiktiv ist. Shatners Darstellung hilft hier sehr. Die Einblicke in seinen Inspektor Lucerne erinnern uns daran, wie unecht die meisten Fernsehdetektive sind. Sein Ward Fowler ist jedoch eine Figur mit mehreren faszinierenden Schattierungen. […] Heutzutage, da Videorekorder an einen beträchtlichen Teil der Fernsehgeräte des Landes angeschlossen sind, scheint Wards Alibiplan etwas dürftig zu sein. Im Jahr 1976 waren Videorekorder jedoch für die meisten Amerikaner unerreichbar. Sie waren kein Haushaltsgegenstand, sondern immer noch eine Neuheit. Und mit einem letzten Indiz, das Jackson Gillis würdig ist, bewies Mord im Bistro, dass es nach fünf Staffeln immer noch Leben im Columbo-Format gibt.“